# Nathan Dyer
Nathan Antone Jonah Dyer (nascut el 29 de novembre de 1987) és un futbolista professional anglès, que juga com a migcampista pel Swansea City AFC. Va començar la seva carrera quan era adolescent al Southampton FC on va arribar al primer equip. Ha jugat com a cedit també al Sheffield United FC, Burnley FC i Leicester City FC.